# Dawid Drachal
Dawid Drachal (Radom, 31 gennaio 2005) è un calciatore polacco, centrocampista del GKS Katowice in prestito dal Raków Częstochowa.

## Carriera

### Club
È cresciuto nelle giovanili di Broń Radom, Ajax Radom ed Escola Varsovia, dove ha debuttato in IV liga nella stagione 2021-2022. Il 31 agosto 2022 è stato acquistato dal Miedź Legnica ed il 2 ottobre ha debuttato a livello professionistico nell'incontro di Ekstraklasa perso 2-0 contro lo Stal Mielec. Ha segnato il suo primo gol il 1º maggio del 2023 nel pareggio per 1-1 contro il KS Cracovia.
Il 5 giugno 2023 ha firmato un contratto di cinque anni con il Raków Częstochowa. Dopo una prima stagione dove ha giocato con buona continuità, nella prima metà della stagione 2024-2025 ha giocato di rado ed il 5 febbraio 2025 è stato mandato in prestito al GKS Katowice fino a giugno.

### Nazionale
Ha giocato con le nazionali giovanili polacche Under-17, Under-18, Under-19 ed Under-20.

## Statistiche

### Presenze e reti nei club
Statistiche aggiornate al 23 febbraio 2025.
| Stagione        | Squadra              | Campionato      | Campionato | Campionato | Coppe nazionali | Coppe nazionali | Coppe nazionali | Coppe continentali | Coppe continentali | Coppe continentali | Altre coppe | Altre coppe | Altre coppe | Totale | Totale | Totale |
| Stagione        | Squadra              | Comp            | Pres       | Reti       | Comp            | Pres            | Reti            | Comp               | Pres               | Reti               | Comp        | Pres        | Reti        | Pres   | Reti   |        |
| --------------- | -------------------- | --------------- | ---------- | ---------- | --------------- | --------------- | --------------- | ------------------ | ------------------ | ------------------ | ----------- | ----------- | ----------- | ------ | ------ | ------ |
| 2021-2022       | Escola Varsovia      | 4L              | 7          | 1          | -               | -               | -               | -                  | -                  | -                  | -           | -           | -           | 7      | 1      |        |
| 2022-2023       | Miedź Legnica II     | 3L              | 4          | 2          | -               | -               | -               | -                  | -                  | -                  | -           | -           | -           | 4      | 2      |        |
| 2022-2023       | Miedź Legnica        | EK              | 16         | 1          | CP              | 0               | 0               | -                  | -                  | -                  | -           | -           | -           | 16     | 1      |        |
| 2023-2024       | Raków Częstochowa II | 3L              | 1          | 0          | -               | -               | -               | -                  | -                  | -                  | -           | -           | -           | 1      | 0      |        |
| 2023-2024       | Raków Częstochowa    | EK              | 26         | 3          | CP              | 3               | 0               | UCL+UEL            | 0                  | 0                  | SP          | 0           | 0           | 29     | 3      |        |
| 2024-gen. 2025  | Raków Częstochowa    | EK              | 10         | 1          | CP              | 1               | 0               | -                  | -                  | -                  | -           | -           | -           | 11     | 1      |        |
| gen.-giu. 2025  | GKS Katowice         | EK              | 1          | 0          | CP              | 0               | 0               | -                  | -                  | -                  | -           | -           | -           | 1      | 0      |        |
| Totale carriera | Totale carriera      | Totale carriera | 65         | 8          |                 | 4               | 0               |                    | 0                  | 0                  |             | 0           | 0           | 69     | 8      |        |